# Ossimoro
L'ossimoro (dal greco antico ὀξύμωρον?, a sua volta da ὀξύς, "acuto" e μωρός, "ottuso") è una figura retorica che consiste nell'accostamento di due termini di senso contrario o comunque in forte antitesi tra loro.
Esempi: disgustoso piacere, illustre sconosciuta, silenzio assordante, lucida follia. Data l'etimologia del termine, anche la stessa parola ossimoro è a sua volta un ossimoro.

## Caratteristiche
A differenza della figura retorica dell'antitesi, i due termini sono spesso incompatibili e uno di essi ha sempre una funzione determinante nei confronti dell'altro: si tratta quindi di una combinazione scelta deliberatamente da chi scrive o comunque stilisticamente mai casuale, tale da creare un originale contrasto, ottenendo spesso sorprendenti effetti stilistici.
L'ossimoro è privo di senso logico quando vi sono predicati contraddittori (merito immeritato, movimento fermo = moto immoto) o contrari (oscura chiarezza, velocità lenta), ma acquista senso se la predicazione si riferisce ad aspetti diversi della locuzione o se vi è un senso traslato: un merito immeritato segnala la differenza tra il riconoscimento collettivo del merito e il giudizio personale del locutore, il movimento fermo indica una mossa decisa, l'oscura chiarezza del pensiero (per esempio) di Eraclito distingue la sostanza del pensiero e la sua forma espressiva, la velocità lenta introduce una nozione comparativa di velocità.
Se alcuni ossimori sono stati immaginati per attirare l'attenzione del lettore o dell'interlocutore, altri nascono per indicare una realtà che non possiede nome. Questo può accadere perché una parola non è mai stata creata, oppure perché il codice della lingua, in virtù di alcuni limiti formali, deve contraddire se stesso per poter indicare alcuni concetti particolarmente profondi. Ciò accade spesso in poesia; si riportano qui dei versi di S'amor non è, un sonetto di Petrarca:
 O viva morte, o dilettoso male, 
come puoi tanto in me, s'io nol consento?
e dell'Infinito di Giacomo Leopardi, classico esempio che illustra come il rapporto di antitesi non debba necessariamente essere perfetto:
E 'l naufragar m'è dolce in questo mare.
O dal coro per la morte di Ermengarda nell'Adelchi di Manzoni, dove all'ossimoro si accosta l'enjambement:
te collocò la provida
sventura in fra gli oppressi
La notevole incisività e forza delle espressioni basate su ossimori è stata ampiamente sfruttata nella lingua di tutti i giorni e anche in tutta una serie di forme di arte per produrre titoli di opere:
- L'insostenibile leggerezza dell'essere, romanzo di Milan Kundera;
- Allegria di naufragi,[4] della raccolta Allegria di Giuseppe Ungaretti, poeta la cui produzione viene descritta in chiave di ossimoro permanente, dato che la deliberata contraddizione tra le parole ha un ruolo fondamentale per la sua poesia.

È questo il caso soprattutto a partire dal ventesimo secolo.